# Zoltán Bakó
Zoltán Bakó (* 11. Oktober 1951 in Budapest) ist ein ehemaliger ungarischer Kanute.

## Erfolge
Zoltán Bakó nahm an zwei Olympischen Spielen teil. Bei seinem Olympiadebüt 1972 in München gehörte er zum ungarischen Aufgebot im Vierer-Kajak über 1000 Meter, mit dem er nach Rang sechs im Vorlauf einen Sieg im Hoffnungslauf schaffte. Ein dritter Platz in ihrem Halbfinallauf reichte schließlich für den Einzug ins Finale, das die Ungarn auf dem sechsten Platz abschlossen. Vier Jahre darauf in Montreal trat Bakó mit István Szabó im Zweier-Kajak auf der 1000-Meter-Strecke an. Sie gewannen ihren Vorlauf und belegten im Halbfinale Platz zwei, womit sie sich für den Endlauf qualifizierten. In diesem überquerten sie nach 3:30,36 Minuten hinter den siegreichen Serhij Nahornyj und Uladsimir Ramanouski aus der Sowjetunion sowie Joachim Mattern und Bernd Olbricht aus der DDR als Dritte die Ziellinie und gewannen die Bronzemedaille.
Bei Weltmeisterschaften gewann Bakó zehn Medaillen. 1971 belegte er in Belgrad im Vierer-Kajak über 1000 Meter die Bronzemedaille. Ein Jahr darauf wurde er in Tampere mit Géza Csapó im Zweier-Kajak über 10.000 Meter Weltmeister. Auf der 1000-Meter-Strecke folgte 1974 in Mexiko-Stadt zusammen mit István Szabó der nächste Titelgewinn. 1975 in Belgrad wurden sie auch über 10.000 Meter Weltmeister. Außerdem wurde Bakó nochmals im Vierer-Kajak Dritter. Bei den Weltmeisterschaften 1977 in Sofia gewannen Bakó und Szabó über 1000 Meter die Gold- und über 10.000 Meter die Silbermedaille. Ein Jahr später sicherten sie sich in Belgrad auf der 1000-Meter-Strecke Bronze, während sie über 10.000 Meter Weltmeister wurden. 1979 belegten sie in Duisburg über 1000 Meter den zweiten Platz.
Nach seiner aktiven Karriere begann er als Kanutrainer für die Nationalmannschaften Norwegens, Ungarns, Brasiliens und Dänemarks tätig zu werden. Als Trainer der dänischen Nationalmannschaft betreute er unter anderem Emma Jørgensen und René Holten Poulsen. Er hat einen Masterabschluss in Sportwissenschaften.